# Willem de Kooning
Willem de Kooning (24. travnja 1904. — 19. ožujka 1997.) je bio nizozemsko-američki slikar; jedan od glavnih predstavnika apstraktnog ekspresionizma. Polazeći od ekspresivnih ali i figuralnih slika, od 1940-ih godina pod utjecajem Arshila Gorkog i Jacksona Pollocka razvio je apstraktne strukture slike s biomorfnim elementima. Na način kako to čini akcijsko slikarstvo nanosio je boju na površinu za slikanje žestokim spontanim pokretima širokim kistom i šparhtlom. Od 1951. godine nastajale su njegove serije vulgarnih portreta žena čime se de Kooning privremeno vratio ekspresivnom figuralnom stilu (na primjer Žena I. iz 1952. godine). Njegova kasnija djela odlikuju smirivanje kompozicije, osvjetljavanje kolorita i ponovno vraćanje na lirsku apstrakciju. Od 1970. godine stvarao je i male plastike u bronci (na primjer Veliki torzo, 1974.).

## Životopis
Između 1916. i 1920. godine, de Kooning je studirao na Akademiji likovnih umjetnosti i tehničkih znanosti u Amsterdamu, danas Willem de Kooning Academie. Godine 1926. odlazi u SAD, gdje se upoznaje i povezuje sa slikarima kao što su Gorky, Rothko i Gray. Pod njihovim utjecajem započinje seriju slika na kojima predstavlja siluete muških figura, preko kojih dolazi izravno do apstrakcije. Mural koji slika 1939. godine za Svjetsku izložbu u New Yorku, predstavlja vrhunac tog procesa. Pod snažnim utjecajem Gorkog i nadrealista, od 1948. godine, zajedno s Jacksonom Pollockom smatra se jednim od najreprezentativnijih umjetnika apstraktnog ekspresionizma. God. 1943. oženio je četrnaest godina mlađu slikaricu, Elaine de Kooning, s kojom je do kraja života prošao kroz faze alkoholizma, besparice, preljuba, svađa i rastava. Četrdesetih i pedesetih godina radi na temi ženske figure, po čemu će postati poznat i koju će obrađivati iz različitih perspektiva do kraja svoje karijere. Žena kao erotski simbol, vampirica, ili boginja, predstavljena bez modeliranja forme, poluapstraktnim potezima kista, postavljena je u prostor dvosmislenog karaktera. Često bi se pozadina figure preklapala s drugim likovima, stavljajući se tako u centar. Kolažni pristup slikama vuče korijene u njegovu bavljenju komercijalnim dizajnom kojim se bavio prvih godina u SAD-u.
Godine 1950. zajedno sa 16 kolega slikara, koji su njegovali sličan apstraktni izraz, uputio je otvoreno pismo njujorškom muzeju Metropolitan zbog „neprijateljstva i zanemarivanja napredne umjetnosti”.
U listopadu 2015. David Geffen je prodao de Kooningovo ulje na platnu Petlju za 300 milijuna $ milijarderu Kenu Griffinu. Od 2016. ovo je najveća cijena za jednu sliku, čak i kad se uračuna inflacija, te joj parira samo slika Kad ćeš se udati? (Paul Gauguin) koja je u veljači 2015. prodana za skoro 300 milijuna dolara.

## Vanjske poveznice
- De Kooning, Willem  Hrvatska enciklopedija Leksikografskog zavoda Miroslav Krleža.
- Popis poveznica na reprodukcije de Kooningovih djela  Arhivirana inačica izvorne stranice od 24. rujna 2016. (Wayback Machine)